# Амилоза
Амилоза је полисахарид, односно линеарни полимер састављен од 500-1500 молекула D-глукозе који су повезани α(1→4) гликозидном везом. Међусобно повезани глукозни мономери не граде издужену формацију, већ спирално увијени ланац у облику хеликса. Молекулска маса ове структуре се креће у распону од 105 до 106, у зависности од састава и порекла.
Амилоза учествује у изградњи скроба заједно са амилопектином, где на њу отпада око 15-25% од укупне количине скроба. У ствари, она учествује у изградњи унутрашњег дела а амилопектин у изградњи опне појединачног скробног зрнца.
Замена за пиринач, која садржи висок проценат амилозе, има знатно нижи гликемијски индекс од правог пиринча и препоручује се особама оболелим од дијабетеса.